# Kabulia kostylevi
Kabulia kostylevi är en insektsart som beskrevs av Bei-bienko 1949. Kabulia kostylevi ingår i släktet Kabulia och familjen gräshoppor. Inga underarter finns listade i Catalogue of Life.